# Académie de recherche et d'enseignement supérieur
Pour les articles homonymes, voir ARES.
L'Académie de Recherche et d'Enseignement supérieur (ARES) est un organisme public autonome de la Fédération Wallonie-Bruxelles fondé en 2014 pour coordonner l'enseignement supérieur (universités, hautes écoles, écoles supérieures des arts et de promotion sociale) sur son territoire.
L'ARES est dirigée par un président du conseil d'administration (Jean-Paul Lambert depuis septembre 2023) et un administrateur (Laurent Despy depuis juin 2020,).

## Histoire
L'ARES est entrée en fonction dans le système d'enseignement supérieur francophone belge grâce au Décret Paysage de 2013, lancé par le Ministre de l'enseignement supérieur de l'époque, Jean-Claude Marcourt. Cette réforme fit remplacer bon nombre de dispositions de la majeure réforme précédente, du décret dit de Bologne, en 2003.

### Genèse de l'ARES
Au constat d'échec de la première fusion de l'Académie Louvain pour fonder l'UCLouvain et d'échec de la fusion complète des universités de l'Académie universitaire Wallonie-Bruxelles, n'ayant qu'abouti en 2009 à la fondation de l'université de Mons sans fusion avec l'université libre de Bruxelles, et de la baisse générale de coopération entre les institutions d'enseignement supérieur, mise en lien avec une concurrence croissante entre ces institutions dans le contexte d'un financement public global fixe, un des principes majeurs de la réforme entamée par le Ministre de l'enseignement supérieur Jean-Claude Marcourt est la création d'une académie unique pour l'entièreté de la Fédération Wallonie-Bruxelles, qui regrouperait tous les établissements d'enseignement supérieur, universitaire comme non-universitaire.
Les critiques du système précédant portaient notamment sur la non-pertinence de la création d'académies au sein du processus du Bologne, la base uniquement confessionnelle de ces académies et le fait que chaque académie était fondée autour d'une grande université complète, elle défavorise les plus petites institutions. La fin de la ségrégation institutionnelle entre les établissements publics ou de philosophie catholique ou franc-maçonne implique une mise en place malaisée pour l'ARES, avec divers recours introduits devant la Cour constitutionnelle. De surcroît, l'ARES est vouée à être un organisme unique d'une taille très importante, remplaçant à elle seule une grande série d'anciennes institutions, le tout en devenant autonome du Gouvernement de la Fédération Wallonie-Bruxelles, ce qui cause des difficultés dans l'élaboration de ses premiers statuts.
Tel que le demande le Conseil d'État, le décret donnant à l'ARES ses compétences nécessite une majorité des deux-tiers (décret spécial), puisqu'il délègue une série de compétences à l'ARES qui étaient déjà dévolues à la Communauté française. Les principes fondateurs de l'ARES sont approuvés par le Gouvernement durant l'été 2013, le décret paysage passe en troisième lecture au Gouvernement le 18 juillet 2013. L'ARES est fondée par l'article 20 du décret paysage et remplace les différents organes cités ci-suite. Elle entre en fonction le 1er janvier 2014.

### Prédécesseurs

#### Académies universitaires
La réforme de Bologne instituait trois académies universitaires, associations sur base philosophique, avec pour mission à long terme de fusionner les universités membres de chacune d'elles en trois grandes universités. Seule l'académie universitaire « Wallonie-Europe » arrive à terme de ce projet en intégrant à l'Université de Liège la Fondation universitaire luxembourgeoise et la FUSAGx. Ces académies formaient l'essentiel de la coopération inter-universitaire, et en tant qu'entité propres, détenaient les habilitations de formation et de diplômation. Ainsi, elles délivraient en leur nom les diplômes de bachelier, master et doctorat des universités qui en étaient membres.
Dissoutes par le Décret Paysage, elles sont remplacées de manière explicite par l'unique Académie de recherche et d'enseignement supérieur. Mais leur rôle exécutif d'organe diplômant et possédant des habilitations est transféré à chacune des universités restantes et la coopération inter-universitaire qu'elles assuraient s'est transposée, outre à l'ARES, aux cinq pôles et aux trois zones académiques. Les pôles et les zones sont dès lors établis sur base géographique et ne sont plus limités aux seules universités. Désormais, l'ARES émet son avis – consultatif – au gouvernement de la Fédération Wallonie-Bruxelles à propos des habilitations, qui sont ensuite accordées directement aux institutions d'enseignement supérieur. Comme le précise le Décret Paysage, contrairement aux anciennes Académies universitaires, l'ARES « exerce ses différentes missions sans porter préjudice à l'autonomie des établissements d'enseignement supérieur ».

#### Conseil interuniversitaire
Entre 2003 (décret de Bologne) et 2013, le Conseil interuniversitaire de la Communauté française (CIUF) était l'organe d'avis paritaire en matière de politique universitaire, organisme d'intérêt public, rassemblant les recteurs des huit universités de l'époque et des représentants du personnel et des étudiants. Il remplaçait déjà le Conseil interuniversitaire francophone fondé en 1980 ainsi que le Conseil de la politique scientifique en fonction depuis 1991.
Il a été dissous par le Décret Paysage et ses tâches transférées vers la Chambre des Universités de l'ARES.
Avec la disparition de la CIUF, la Commission universitaire pour le Développement (CUD) qui en faisait partie fut elle aussi transférée à l'ARES, pour devenir la Commission Coopération au Développement.

#### Conseil général des Hautes écoles
Le Conseil général des Hautes écoles (CGHE), fondé au moment de la création des hautes écoles en 1995, est également dissout en 2013 et ses missions de coordination et de coopération sont transférées à l'ARES, au sein de laquelle est créée la Chambre des hautes écoles et de l’enseignement supérieur de promotion sociale.
Parallèlement, les Commission d'État chargées d'attribuer les diplômes aux étudiants des hautes écoles, sont supprimées et les compétences de diplômation directement données aux hautes écoles. Les habilitations d'enseignement et de diplômation données aux hautes écoles passent par l'avis – consultatif – de l'ARES.
Le fonctionnement du CGHE est similaire à celui du CIUF et se voit transposé dans le système institutionnel de l'ARES, avec une série de commissions permanentes ainsi que des conseils supérieurs, par catégorie de discipline.

#### Conseil supérieur de l'Enseignement supérieur artistique
Similairement au CGHE, le Conseil supérieur de l'Enseignement supérieur artistique (CSEVA), fondé en 1999 et chargé des écoles supérieures des arts, voit ses missions transférées à l'ARES, où est créée la Chambre des écoles supérieures des arts. Contrairement aux deux conseils généraux (CIUF et CGHE), le CSEVA faisait partie de l'Administration de l'enseignement non obligatoire, au sein du Ministère de la Fédération Wallonie-Bruxelles.

##### Comité de concertation
Le Comité de concertation entre les différents organes consultatifs de l'enseignement supérieur, créé conjointement avec le CIUF en 2003, rassemblait des représentants du CIUF, du CGHE, du CSEVA et du Conseil supérieur de l'Enseignement de promotion sociale (qui a continué d'exister au sein de l'Administration de l'enseignement non obligatoire après la fondation de l'ARES, sous le nom de Conseil général) afin de traiter les matières communes à toutes les formes de l'enseignement supérieur. Comme les conseils, le Comité de concertation émettait des avis – consultatifs – au Gouvernement. Le Comité faisait face à une complexité administrative de la prise de décision, puisque tout avis du Comité de concertation, avant de passer en procédure législative, pouvait être amendé ou complété par chacun des conseils précités, lesquels pouvaient soumettre un avis supplémentaire.
En somme, le Conseil d'administration de l'ARES reprend, via des procédures simplifiées, les compétences du Comité de concertation.